# Карім Абдул Разак
Карім Абдул Разак (англ. Karim Abdul Razak, нар. 18 квітня 1956, Кумасі) — ганський футболіст, що грав на позиції півзахисника.
Виступав за національну збірну Гани, у складі якої став володарем Кубка африканських націй 1978 року. Африканський футболіст року (1978).
По завершенні ігрової кар'єри — футбольний тренер. Очолював «Асанте Котоко», «Дрегонз де л'Уеме» та «Стад Малієн».

## Клубна кар'єра
У дорослому футболі дебютував 1975 року виступами за команду «Асанте Котоко», в якій провів чотири сезони і в її складі був визнаний у 1978 році Африканським футболістом року.
Своєю грою за цю команду привернув увагу представників тренерського штабу клубу «Нью-Йорк Космос», до складу якого приєднався 1979 року. Відіграв за команду з Нью-Йорка наступні два сезони своєї ігрової кар'єри, виступаючи разом з колишніми переможцями чемпіонату світу Францом Беккенбауером і Карлосом Альберто.
У 1981 році, так і не закріпившись в нью-йоркському клубі, ганський форвард вирішив повернутися на батьківщину, підписавши контракт зі своїм колишнім клубом «Асанте Котоко». Вигравши в першому ж сезоні з командою чемпіонат Гани, Разак знову відправився за кордон, виступаючи за еміратський «Аль-Айн» та єгипетський «Ель Мокаволун аль-Араб».
1985 року Карім знову повернувся до «Асанте Котоко». Цього разу провів у складі його команди три сезони, в двох з яких ставав чемпіоном країни
Завершив професійну ігрову кар'єру у івуарійському клубі «Африка Спортс», за який виступав протягом 1988—1990 років і вигравав національний чемпіонат і кубок.

## Виступи за збірну
1975 року дебютував в офіційних матчах у складі національної збірної Гани. 
У 1978 році Разак із збірною брав участь у Кубку африканських націй як господарі турніру. Він забив два переможних голи: один у ворота збірної Замбії у першому раунді, а інший Тунісу в півфіналі. У фіналі Гана перемогла збірну Уганди, вигравши свій третій континентальний титул, значної мірою завдяки Каріму, через що кілька місяців по тому він був названий африканським футболістом року, ставши другим з трьох ганських гравців, які виграли цю престижну нагороду.
1984 року Разак з командою знову поїхав на африканський кубок, проте цього разу Карім не забивав, а ганці не змогли вийти із групи.
Всього протягом кар'єри у національній команді, яка тривала 14 років, провів у формі головної команди країни 70 матчів, забивши 25 голів.

## Кар'єра тренера
Розпочав тренерську кар'єру, повернувшись до футболу після невеликої перерви, 1999 року, очоливши тренерський штаб клубу «Асанте Котоко», перш ніж перейти до бенінського «Дрегонз де л'Уеме». 
У 2000 році Разак був призначений помічником тренера збірної Гани, після чого він відправився до Малі, де тренував «Стад Малієн» з перервами аж до 2012 року, вигравши за цей час чемпіонат, кубок і суперкубок Малі як тренер футбольного клубу «Стад Малієн».

## Титули і досягнення

### Як гравця
Асанте Котоко
- Чемпіон Гани (3): 1982, 1986, 1987
- Володар Кубка Гани (2): 1976, 1978

 Африка Спорт
- Чемпіон Кот-д'Івуару (1): 1989
- Володар Кубка Кот-д'Івуару (1): 1989

  Збірна Гани
- Переможець Кубка африканських націй (1): 1978

Особисті
- Футболіст року в Африці (1): 1978

### Як тренера
Стад Малієн
- Чемпіон Малі (6): 2000, 2001, 2002, 2005, 2006, 2011
- Володар Кубка Малі (2):  2001, 2006
- Володар Суперкубка Малі (4):   2000, 2001, 2005, 2006